# Paola Padovan
Paola Padovan (Feltre, 4 dicembre 1995) è una giavellottista italiana.
È stata detentrice del record italiano under 23 con la misura di 57,21 m, stabilita a Firenze nel 2017. Lo stesso anno ha rappresentato l'Italia agli Europei a squadre debuttando nella nazionale assoluta. Vanta in carriera dieci titoli italiani giovanili e un titolo italiano assoluto.

## Biografia
Il suo allenatore è Emanuele Serafin.
Approda nell’atletica leggera all’età di 7 anni (nella categoria esordienti) e si forma presso l’Athletic Club, cimentandosi in tutte le discipline: corsa, salti e lanci. Abbandona il lancio del vortex e inizia a praticare il lancio del giavellotto con il passaggio alla categoria allieve. Nel 2010 vince a Cles il primo tricolore di categoria con l’attrezzo da 400 grammi. Nel 2011 debutta in maglia azzurra, nella nazionale under 18, alla Jean Humbert Memorial World Cup a Bydgoszcz, in Polonia. Nel 2012, a Firenze, si aggiudica il titolo di campionessa italiana allieve, ottenendo anche il primato nazionale di categoria con la misura di 48,18 metri. 
Nel 2013 cambia società, entrando a far parte del Gruppo Sportivo Valsugana Trentino. Nello stesso anno vince due titoli italiani per la categoria junior, sia ai campionati italiani invernali di lanci di Lucca, sia ai campionati italiani outdoor di Rieti, dove sale sul gradino più alto del podio con la misura di 49,24 metri. Viene convocata nuovamente nelle nazionali giovanili, per disputare l’Incontro Internazionale di lanci ad Ancona tra Francia, Germania e Italia, dove si piazza nona in classifica.
Nel 2014 un brutto infortunio al ginocchio sinistro le impone l’interruzione di ogni attività, ma il ritorno alle gare nell'anno successivo la vede di nuovo ai vertici delle graduatorie nazionali. Si aggiudica il titolo italiano invernale categoria promesse disputatosi a Lucca, nonché il quarto posto nella gara assoluta. È suo anche il titolo italiano outdoor, sempre nella categoria promesse. A luglio 2015 partecipa ai campionati europei under 23 di Tallinn, mentre ottiene un quinto posto ai Campionati Italiani assoluti di Torino.
Ai campionati italiani invernali di lanci di Lucca di febbraio 2016 si aggiudica il suo primo podio assoluto, portandosi a casa la medaglia di bronzo. Viene convocata in maglia azzurra per disputare la Coppa Europa U23 ad Arad, in Romania, dove si piazza dodicesima. Il 4 giugno 2015 rappresenta nuovamente l’Italia ai Giochi del Mediterraneo under 23 di Tunisi, conquistando la medaglia di bronzo con la misura di 54,99 metri. 
Nel 2017 cambia società ed entra a far parte dell’Assindustria Sport Padova. A febbraio di quell’anno è campionessa italiana promesse e vicecampionessa italiana assoluta ai campionati italiani invernali di Rieti, con la misura di 52,58 metri. Nel giugno dello stesso anno entra a far parte della nazionale italiana assoluta: partecipa alla finale della Coppa Europa a squadre di Lille, concludendo in sesta posizione con la misura di 55,45 metri. A luglio 2017 partecipa agli europei under 23 di Bydgoszcz. A fine 2017 si arruola nell'Arma dei Carabinieri, entrando dunque a far parte del Centro Sportivo Carabinieri.
Nel maggio 2018 è campionessa italiana universitaria ai CNU di Isernia, migliorando peraltro il suo primato personale che porta a 57,41 metri La settimana successiva al titolo universitario partecipa al Meeting Internazionale di lanci ad Halle dove tuttavia non conclude la gara per un dolore alla spalla destra di lancio. Non gareggerà più per il restante 2018.
Il 19 marzo 2019 si opera alla spalla presso l'ospedale di Cesena. Tornata a gareggiare, nel 2022 si laurea per la prima volta in carriera campionessa italiana assoluta a Rieti, con la misura di 56,96 metri.

## Progressione

### Lancio del giavellotto
| Stagione | Misura  | Luogo     | Data      | Rank. Mond. |
| -------- | ------- | --------- | --------- | ----------- |
| 2025     | 59,25 m | Treviso   | 13-4-2025 |             |
| 2024     | 55,06 m | Mondovì   | 2-6-2024  |             |
| 2023     | 56,41 m | Halle     | 20-5-2023 |             |
| 2022     | 56,96 m | Rieti     | 25-6-2022 |             |
| 2021     | 51,18 m | Sacile    | 03-7-2021 |             |
| 2020     | 52,52 m | Pordenone | 26-9-2020 |             |
| 2018     | 57,41 m | Isernia   | 19-5-2018 |             |
| 2017     | 57,21 m | Firenze   | 9-6-2017  |             |
| 2016     | 54,99 m | Tunisi    | 4-6-2016  |             |
| 2015     | 50,99 m | Lana      | 27-6-2015 |             |
| 2014     | 40,88 m | Vedelago  | 13-9-2014 |             |
| 2013     | 49,24 m | Rieti     | 14-6-2013 |             |
| 2012     | 43,79 m | Palmanova | 1-5-2012  |             |
| 2011     | 42,58 m | Vicenza   | 22-5-2011 |             |

## Palmarès
| Anno | Manifestazione   | Sede      | Evento                 | Risultato | Prestazione | Note                    |
| ---- | ---------------- | --------- | ---------------------- | --------- | ----------- | ----------------------- |
| 2015 | Europei U23      | Tallinn   | Lancio del giavellotto | 21ª       | 43,74 m     | [ 1 ]                   |
| 2016 | Mediterranei U23 | Tunisi    | Lancio del giavellotto | Bronzo    | 54,99 m     | [ 2 ] [ 3 ] [ 4 ] [ 5 ] |
| 2017 | Europei U23      | Bydgoszcz | Lancio del giavellotto | 22ª       | 47,18 m     | [ 6 ]                   |

## Campionati nazionali
- 1 volta campionessa nazionale assoluta del lancio del giavellotto (2022)
- 1 volta campionessa italiana invernale del lancio del giavellotto (2024)
- 1 volta campionessa nazionale universitaria del lancio del giavellotto (2018)

2010
- Oro ai campionati italiani cadetti (Cles), lancio del giavellotto - 43,34 m[7]

2012
- 12ª ai campionati italiani assoluti (Bressanone), lancio del giavellotto - 43,74 m[8]
- Oro ai campionati italiani allievi (Firenze), lancio del giavellotto - 48,18 m[9]

2013
- 13ª ai campionati italiani assoluti (Milano), lancio del giavellotto - 40,63 m[10]
- Oro ai campionati italiani juniores (Rieti), lancio del giavellotto - 49,24 m[11]
- Oro ai campionati italiani invernali di lanci - categoria juniores (Lucca), lancio del giavellotto - 43,58 m[12]

2015
- 4ª ai campionati italiani invernali di lanci (Lucca), lancio del giavellotto - 45,04 m[13]
- Oro ai campionati italiani invernali di lanci - categoria promesse (Lucca), lancio del giavellotto - 45,04 m[14]
- 5ª ai campionati italiani assoluti (Torino), lancio del giavellotto - 45,69 m[15]
- Oro ai campionati italiani promesse (Rieti), lancio del giavellotto - 48,14 m[16]

2016
- Bronzo ai campionati italiani invernali di lanci (Lucca), lancio del giavellotto - 50,81 m[17]
- Oro ai campionati italiani invernali di lanci - categoria promesse (Lucca), lancio del giavellotto - 50,81 m[18]
- 6ª ai campionati italiani assoluti (Rieti), lancio del giavellotto - 48,46 m[19]
- Oro ai campionati italiani promesse (Bressanone), lancio del giavellotto - 47,91 m[20]

2017
- Argento ai campionati italiani invernali di lanci (Rieti), lancio del giavellotto - 52,58 m[21]
- Oro ai campionati italiani invernali di lanci - categoria promesse (Rieti), lancio del giavellotto - 52,58 m[22]
- Argento campionati italiani assoluti (Trieste), lancio del giavellotto - 54,15 m[23]
- Oro ai campionati italiani promesse (Firenze), lancio del giavellotto - 57,21 m[24]

2018
- Oro ai campionati italiani universitari (Isernia), lancio del giavellotto - 57,41 m[25]

2022
- Oro ai campionati italiani assoluti (Rieti), lancio del giavellotto - 56,96 m

2023
- Argento ai campionati italiani assoluti (Molfetta), lancio del giavellotto - 56,18 m

2024
- Oro ai campionati italiani invernali di lanci (Mariano Comense), lancio del giavellotto - 54,52 m
- Bronzo ai campionati italiani assoluti (La Spezia), lancio del giavellotto - 53,74 m

2025
- Bronzo ai campionati italiani assoluti (Caorle), lancio del giavellotto - 50,18 m

## Altre competizioni internazionali
2011
- Bronzo al U18 J. Humbert Memorial World Cup ( Bydgoszcz), lancio del giavellotto - 35,20 m[26]

2016
- 12ª nella Coppa Europa invernale di lanci ( Arad), lancio del giavellotto u23 - 48,90 m[27]

2017
- 6º nella Coppa Europa invernale di lanci ( Las Palmas de Gran Canaria) , lancio del giavellotto u23 - 54,26 m
- 7ª ai Campionati europei a squadre di atletica leggera ( Villeneuve-d'Ascq), lancio del giavellotto - 55,45 m

2024
- 14º nella Coppa Europa invernale di lanci ( Leira), lancio del giavellotto - 53,98 m

2025
- Campionati europei a squadre di atletica leggera ( Madrid)
- 5ª agli Campionati europei a squadre di atletica leggera ( Madrid), lancio del giavellotto - 59,25 m